# Wilhelmine Zahle
Wilhelmine Amalie Lovise Zahle (født 14. juli 1840 i København, død 8. januar 1927 i København) var en dansk bladudgiver og skoleleder. Hendes forældre var urtekræmmer Peter Wilhelm Jacobsen (1795-1863) og Louisa Augusta Bencke (1794-1874). Hun blev gift den 12. januar 1870 med venstrepolitikeren og bladudgiveren Peter Christian Zahle.
Wilhelmine Zahle deltog aktivt i arbejdet på Folketidende for Midtsjælland, et blad som Peter Christian Zahle grundlagde i 1871. I 1875 begyndte hun at udgive og redigere et lille skrift Fredagen - Ugeblad for Qvinder, Danmarks første kvindesaglige blad. Hendes hovedformål med bladet var at støtte kvinders adgang til uddannelse. Hendes grundholdning var for sin tid radikal; hun ønskede fuld, altså også politisk, ligestilling.
I 1876 indkaldte Wilhelmine Zahle til et kvindemøde i Ringsted for at diskutere uddannelse af lærerinder til landsbyskolens børn. Mødet resulterede i stiftelse af Dagmarsamfundet. I 1877 kunne hun begynde undervisningen af landets første hold forskolelærerinder i den del af sit hjem, hun indrettede til Dagmarsminde Quindehøiskole.
Fra 1881 brugte hun sin energi på filantropi og tog bl.a. såkaldt faldne kvinder fra Københavns slum i huset. I 1890 blev hun fejlagtigt forvekslet med sin steddatter, der også hed Vilhelmine, og som da udgav Vildsomme Veje, den første danske fortælling med lesbisk tema.

## Reference
1. 1 2  Wilhelmine Zahle på Kvinfo.dk
2. ↑  "Dagmarasylet: Et Jubilæum". Arkiveret fra originalen 6. marts 2021. Hentet 31. januar 2020.